# San José (Pastaza)
San José ist eine Parroquia rural („ländliches Kirchspiel“) im Kanton Santa Clara der ecuadorianischen Provinz Pastaza. Die Parroquia besitzt eine Fläche von 69,55 km². Die Einwohnerzahl lag im Jahr 2010 bei 735. In dem Verwaltungsgebiet sind folgende Volksgruppen vertreten: Kichwa, Shuar, Puruhá, Afroecuadorianer und Mestizen.

## Lage
Die Parroquia San José liegt in der vorandinen Zone am Rande des Amazonasbeckens. Das Gebiet liegt in Höhen zwischen 670 m und 1137 m. Der Rio Llandia, ein rechter Nebenfluss des Río Anzu, durchquert den Westen der Parroquia in nordwestlicher Richtung. Der Süden und der Osten der Parroquia liegen im Einzugsgebiet des Río Arajuno. Der etwa 1020 m hoch gelegene Hauptort befindet sich knapp 10 km südsüdwestlich vom Kantonshauptort Santa Clara sowie 18 km nordnordöstlich der Provinzhauptstadt Puyo. Die Fernstraße E45 (Puyo–Tena) führt an San José vorbei.
Die Parroquia San José grenzt im Norden an die Parroquia Santa Clara, im Osten an die Parroquias Arajuno (Kanton Arajuno) und El Triunfo (Kanton Pastaza) sowie im Süden und im Westen an die Parroquia Teniente Hugo Ortiz (ebenfalls im Kanton Pastaza).

## Orte und Siedlungen
In der Parroquia gibt es 6 Comunidades: San José, Cajabamba 1, Cajabamba 2, Ceslao Marín, San Vicente und Samashunchik. Außerdem gibt es die Sectores El Carmen, La Esperanza, San José 2 und Los Ángeles.

## Geschichte
Die Parroquia wurde am 24. Februar 2003 gegründet (Registro Oficial N° 28).